# Europäische Gesellschaft für frühneuzeitliche Philosophie
Die Europäische Gesellschaft für frühneuzeitliche Philosophie e. V., englisch European Society for Early Modern Philosophy (ESEMP), ist eine philosophische Gesellschaft, die die gesamte Epoche der frühen Neuzeit erforscht und damit die Teilepochen von Spätscholastik, Renaissance, Humanismus, Reformation und Frühaufklärung in ihrem europäischen Gesamtzusammenhang untersucht. Ihr gehören Wissenschaftler verschiedener Nationen an. Die ESEMP versteht sich als ein philosophisches und zugleich interdisziplinär orientiertes Forum zur Erforschung der frühen Neuzeit.

## Zielsetzung und Aufgabengebiete
Die European Society of Early Modern Philosophy/Europäische Gesellschaft für frühneuzeitliche Philosophie (ESEMP) e.V. ist ein internationaler Zusammenschluss von Wissenschaftlerinnen und Wissenschaftlern sowie wissenschaftlichen Institutionen.
Die ESEMP versteht sich laut Satzung als ein „unabhängiges europäisches Forum“, das den Zweck verfolgt, die frühneuzeitliche europäische Philosophie im ganzheitlichen Zusammenhang ihrer nationalen und regionalen Traditionslinien zu erforschen und das Studium dieser Epoche im europäischen Kontext zu fördern. Hierfür sucht sie die Impulse der nationalen Forschung zu vereinigen. Die Gesellschaft legt Wert auf interdisziplinäre Zusammenarbeit.
Um die Internationalität der ESEMP zu fördern, wechselt deren Präsidentschaft turnusgemäß alle drei Jahre in ein anderes europäisches Land; dort wird auch jeweils der internationale ESEMP-Kongress ausgerichtet. Juristischer Sitz der ESEMP ist Hagen, Deutschland. Eine Arbeitsstelle der ESEMP befindet sich am Lehrgebiet Philosophie I der Fernuniversität in Hagen.

## Geschichte
Die Europäische Gesellschaft für frühneuzeitliche Philosophie e.V. (ESEMP) wurde am 6. November 2004 in Hagen gegründet. Die Initiative ging vom Lehrgebiet Philosophie I der FernUniversität in Hagen aus.
Mit der Gründung der neuen Forschungsgesellschaft verbanden die Gründungsmitglieder der ESEMP das Ziel, das historische Bewusstsein innerhalb der akademischen Philosophie zu stärken.

## Derzeitiger Vorstand (seit 2019)
- Präsidentin: Sabrina Ebbersmeyer (Copenhagen)
- Geschäftsführerin: Anne-Sophie Sørup Nielsen (Copenhagen)

Vizepräsidenten:
- Gabor Boros (Budapest)[4]
- Martin Lenz (Groningen)
- Martine Pécharman (Paris)
- Ursula Renz (Klagenfurt)
- Mariafranca Spallanzani (Bologna)
- Charles Wolfe (Gent)

Schatzmeister:
- Hubertus Busche (Hagen)